# Grevillea australis
Grevillea australis är en tvåhjärtbladig växtart som beskrevs av Robert Brown. Grevillea australis ingår i släktet Grevillea och familjen Proteaceae.

## Underarter
Arten delas in i följande underarter:
- G. a. brevifolia
- G. a. planifolia